# 황보 (1980년)
황보(본명: 황보혜정(皇甫惠貞), 1980년 8월 16일 ~ )는 대한민국의 가수 겸 배우이자 해체된 걸 그룹 샤크라의 멤버였다. 샤크라 해체의 경우에는 황보 본인이 심하게 만류했음에도 불구하고 그렇게 결정되었다고 한다. 팀 해체 이후 솔로로 활동하고 있다. 2009년 8월 디지털 싱글 R2Song을 발매하였다.

## 학력
- 서울상봉초등학교 졸업 (1993년)
- 전동중학교 졸업 (1996년)
- 배성여자상업고등학교 졸업 (1999년)
- 서일대학교 연극영화과 (졸업)(2001년)

## 활동

### 가수
- 1집 《Lady In Black》 - 2007년 3월 3일
- 디지털 싱글 Gift For Him - 2008년 7월 3일
- 2008년 《무한걸스 가수되기 프로젝트》 대표곡 〈상상〉(원곡 : 송은이 〈상상〉)
- 미니앨범 《아리송》 - 2009년 8월 18일
- 디지털 싱글 《아직 난 예쁘다》 - 2010년 10월 29일

### 드라마
- KBS1 《긴급구조 119》(1996년) - 재연배우
- MBC 《아가씨와 아줌마 사이》(2004년) - 1층 슈퍼 며느리 역
- 한국경제TV 《김과장 & 이대리》(2010년) - 채연자 역
- SBS 플러스 《오~마이갓!》(2011년) - 혜정 역[4]
- MBN 《사랑도 돈이 되나요》(2012년) - 곽성란 역

### 뮤지컬
- 《넌센세이션》(2011년)

### 영화
- 《긴급조치 19호》(2002년) - 황보 역
- 《남남북녀》(2003년) - 성혜미 역

### 교양
- MBC 《생방송 행복드림 로또 6/45》(2023) 게스트 1059회

### 예능
- KBS2 《해피투게더》 (2002~2003)
- MBC 《신비한 TV 서프라이즈》
- SBS 《일요일이 좋다 - X맨[13기]》 (2004)
- MBC 《일요일일요일밤에》 우리 결혼했어요 (2007~2008), 노다지 (2009)
- 올리브 네트워크 《메이크 잇 뷰티》(2007)
- 올리브 네트워크 《연애불변의법칙 - 커플브레이킹》(2008~2009)
- 올리브 네트워크 《리빙뷰티 - 황보의 컬러홀릭》(2009)
- KBS2 《1 대 100》(2009)
- MBC 《찾아라! 맛있는 TV》(2010)
- KBS JOY 《휴먼버라이어티 어깨동무》(2009~2010)
- MBC EVERY1 《무한걸스》 시즌1 (2008~2010), 시즌3 (2010~2013)
- MBC EVERY1 《오밤아 - 오밤중의 아이돌》(2009)
- Story On 《미모원정대》(2014)
- tvN 《10살 차이》(2017)
- MBC 《미스터리 음악쇼 복면가왕》 - 완치요정 닥터피쉬
- KBS JOY 《국민영수증》(2022)

### 라디오
- SBS 파워FM 《김영철, 황보의 싱글즈》(2007년 4월 29일 방송종료)

### 광고
- 2002년 SK텔레콤 TTL ting (신지와 함께 출연)
- 2003년 롯데칠성음료 플러스마이너스 (정려원과 함께 출연)
- 2003년 오리온 와땅
- 2003년 국순당 백세주 (임원희, 송강호와 함께 출연)